# Nepal en los Juegos Paralímpicos
Nepal en los Juegos Paralímpicos está representado por el Comité Paralímpico Nacional de Nepal, miembro del Comité Paralímpico Internacional.
Ha participado en seis ediciones de los Juegos Paralímpicos de Verano, su primera presencia tuvo lugar en Atenas 2004. La deportista Palesha Goverdhan logró la única medalla paralímpica del país en las ediciones de verano, al obtener en París 2024 la medalla de bronce en taekwondo en la categoría de –57 kg.
En los Juegos Paralímpicos de Invierno Nepal no ha participado en ninguna edición.

## Medallero

### Por edición
Juegos Paralímpicos de Verano
| Evento              | Oro | Plata | Bronce | Total |
| ------------------- | --- | ----- | ------ | ----- |
| Atenas 2004         | 0   | 0     | 0      | 0     |
| Pekín 2008          | 0   | 0     | 0      | 0     |
| Londres 2012        | 0   | 0     | 0      | 0     |
| Río de Janeiro 2016 | 0   | 0     | 0      | 0     |
| Tokio 2020          | 0   | 0     | 0      | 0     |
| París 2024          | 0   | 0     | 1      | 1     |
| TOTAL               | 0   | 0     | 1      | 1     |

### Por deporte
Deportes de verano
| Evento    | Oro | Plata | Bronce | Total |
| --------- | --- | ----- | ------ | ----- |
| Taekwondo | 0   | 0     | 1      | 1     |
| TOTAL     | 0   | 0     | 1      | 1     |